# Byron Gordon
Dans l'univers de Babylon 5, Byron Gordon est un télépathe dissident venu s'installer sur la station Babylon 5 en 2262 avec ses compagnons pour échapper au Corps Psi. Il a été joué par l'acteur britannique Robin Atkin Downes.

## Biographie

### Agent du Corps Psi
Télépathe, Byron Gordon devient un agent du Corps Psi, chargé d'arrêter les télépathes dissidents qui ne soumettent pas aux lois de l'Alliance terrienne de contrôle des télépathes.
Au milieu des années 2250, il est repéré par Alfred Bester, un des plus réputés agents du Corps Psi. Byron l'assiste dans plusieurs opérations pour récupérer des dissidents, mais également lors d'opérations secrètes où des non télépathes (mundanes) sont éliminés sur l'ordre de Bester.
En 2258, il disparaît et entre dans la dissidence.

### Dans la dissidence
De 2258 à 2262, il rejoint les télépathes dissidents et les organise ; sa connaissance du Corps Psi leur permet d'échapper plusieurs fois aux agents de Bester.
En février 2262, il rejoint la station Babylon 5 pour obtenir le droit d'établir une colonie libre des règlementations de l'Alliance terrienne. En effet, l'Alliance terrienne a délégué la direction de la station à l'Alliance interstellaire (AIS), et Byron compte sur la générosité du président de l'AIS, John Sheridan.
Un bras de fer s'engage alors entre Sheridan et le Corps Psi représenté par Bester pendant que Byron tombe amoureux de la télépathe résidente de la station, Lyta Alexander. Grâce à elle, il découvre que les télépathes sont le résultat de manipulations génétiques effectuées par les Vorlons sur plusieurs peuples de la galaxie. Les Vorlons disparus, Byron revendique une planète à l'AIS comme réparation des torts subis.
En juin 2262, ayant perdu le soutien des ambassadeurs de l'AIS et après une prise d'otages menés par des membres de son groupe, Byron se suicide avec les coupables.

### «Remember Byron»
Avec le soutien financier et logistique de Lyta Alexander, des télépathes dissidents se lancent dans une guérilla terroriste contre le Corps Psi dès la mort de Byron sur Babylon 5. Ils signent leurs actes de la phrase « Remember Byron » (en souvenir de Byron).
Ces actes aboutissent à la guerre des Télépathes sur Terre et sur Mars qui conduisent rapidement à une amélioration des droits des Humains télépathes.

## Byron dans la série
Le personnage de Byron remplace en partie le personnage de Marcus Cole, mort à la fin de la quatrième saison. Acteurs et personnages sont d'origine anglaise et apportent une touche tragique à la série. Apparus en cours de série, ils se lient avec un personnage féminin de celle-ci et lui apportent une attention et un amour qu'elles n'ont pas connus jusque-là.
Cependant, Byron est différent par le thème. Il met en relief le problème des télépathes et de la place de Lyta Alexander, ce qui permet à Joe Michael Straczynski de clore la série à la cinquième saison en ayant esquissé une fin aux intrigues liées au Corps Psi.
Si l'actrice Claudia Christian n'avait pas quitté la série à la fin de la saison 4, c'est son personnage, Susan Ivanova, qui se serait épris de Byron et ses pouvoirs latents de télépathes connus depuis plusieurs saisons auraient alors eu un rôle important.
Byron Gordon est nommé d'après l'écrivain britannique George Gordon Byron, connu sous le nom de Lord Byron.